# Viola tineorum
Viola tineorum är en violväxtart som beskrevs av M. Erben och F.M. Raimondo. Viola tineorum ingår i släktet violer, och familjen violväxter. Inga underarter finns listade i Catalogue of Life.